# Шорт-трек на зимних Олимпийских играх 2014 — 1000 метров (мужчины)
Соревнования по шорт-треку среди мужчин на дистанции 1000 метров на зимних Олимпийских играх 2014 прошли 13 и 15 февраля. Местом проведения соревнований стал ледовый дворец спорта Айсберг. Предварительные забеги начались в 14:25 по местному времени (UTC+4) 13 февраля. Решающие забеги прошли 15 февраля. Четвертьфинал начался в 14:43, полуфинал в 15:43, а финал в 16:20. В соревнованиях приняли участие 32 спортсмена из 14 стран. Олимпийским чемпионом стал российский шорт-трекист Виктор Ан, для которого эта медаль стала уже второй на Играх в Сочи. 10 февраля Ан завоевал бронзу на дистанции 1500 метров. Завоевав золотую медаль, Виктор Ан стал третьим в истории спортсменом, ставшим четырёхкратным олимпийским чемпионом в шорт-треке, причём первые три золотые медали он выиграл в составе Южной Кореи в 2006 году на Олимпийских играх в Турине. Также Ан стал первым олимпийским чемпионом в шорт-треке в истории России. Серебряную медаль выиграл ещё один россиянин Владимир Григорьев. Третье место занял голландец Шинки Кнегт, который стал единственным представителем Нидерландов, завоевавшем в Сочи олимпийскую медаль не в конькобежном спорте. Олимпийский чемпион 2010 года южнокорейский шорт-трекист Ли Джон Су в Играх в Сочи участия не принимал.

## Медалисты
| Золото           | Серебро                   | Бронза                 |
| Виктор Ан Россия | Владимир Григорьев Россия | Шинки Кнегт Нидерланды |

## Соревнование

### Предварительный раунд

#### Забег 1
| Место | Номер | Спортсмен                 | Время    | Примечание |
| ----- | ----- | ------------------------- | -------- | ---------- |
| 1     | 203   | Шарль Курнуайе (CAN)      | 1:24,787 | Q          |
| 2     | 259   | Кристофер Кревелинг (USA) | 1:25,069 | Q          |
| 3     | 247   | Нильс Керстхолт (NED)     | 1:25,695 |            |
| 4     | 217   | Джон Или (GBR)            | 1:25,748 |            |

#### Забег 2
| Место | Номер | Спортсмен               | Время    | Примечание |
| ----- | ----- | ----------------------- | -------- | ---------- |
| 1     | 207   | Оливье Жан (CAN)        | 1:26,089 | Q          |
| 2     | 248   | Шинки Кнегт (NED)       | 1:26,091 | Q          |
| 3     | 255   | Маккензи Блэкбёрн (TPE) | 1:26,814 |            |
| 4     | 222   | Бенч Берес (HUN)        | 1:27,735 |            |

#### Забег 3
| Место | Номер | Спортсмен                | Время    | Примечание |
| ----- | ----- | ------------------------ | -------- | ---------- |
| 1     | 252   | Владимир Григорьев (RUS) | 1:26,422 | Q          |
| 2     | 209   | Хань Тяньюй (CHN)        | 1:26,530 | Q          |
| 3     | 225   | Владислав Быканов (ISR)  | 1:27,796 |            |
| 4     | 218   | Ричард Шобридж (GBR)     | 1:27,806 |            |

#### Забег 4
| Место | Номер | Спортсмен               | Время    | Примечание |
| ----- | ----- | ----------------------- | -------- | ---------- |
| 1     | 212   | У Дацзин (CHN)          | 1:24,950 | Q          |
| 2     | 223   | Виктор Кнох (HUN)       | 1:25,426 | Q          |
| 3     | 216   | Себастьен Лепап (FRA)   | 1:49,311 | ADV        |
| —     | 249   | Фрик ван дер Варт (NED) | —        | PEN        |

#### Забег 5
| Место | Номер | Спортсмен              | Время    | Примечание |
| ----- | ----- | ---------------------- | -------- | ---------- |
| 1     | 205   | Шарль Амлен (CAN)      | 1:25,742 | Q          |
| 2     | 256   | Эдуардо Альварес (USA) | 1:26,070 | Q          |
| 3     | 219   | Джек Уилбурн (GBR)     | 1:26,086 |            |
| 4     | 210   | Лян Вэньхао (CHN)      | 1:28,065 |            |

#### Забег 6
| Место | Номер | Спортсмен              | Время    | Примечание |
| ----- | ----- | ---------------------- | -------- | ---------- |
| 1     | 258   | Джон Чельски (USA)     | 1:25,428 | Q          |
| 2     | 251   | Семён Елистратов (RUS) | 1:26,121 | Q          |
| 3     | 232   | Рёсуке Саказуме (JPN)  | 1:26,468 |            |
| 4     | 214   | Максим Шатанье (FRA)   | 2:20,479 |            |

#### Забег 7
| Место | Номер | Спортсмен            | Время    | Примечание |
| ----- | ----- | -------------------- | -------- | ---------- |
| 1     | 250   | Виктор Ан (RUS)      | 1:25,834 | Q          |
| 2     | 243   | Син Да Ун (KOR)      | 1:25,893 | Q          |
| 3     | 233   | Юзо Такамидо (JPN)   | 1:25,905 |            |
| 4     | 220   | Роберт Зайферт (GER) | 1:29,468 |            |

#### Забег 8
| Место | Номер | Спортсмен               | Время    | Примечание |
| ----- | ----- | ----------------------- | -------- | ---------- |
| 1     | 240   | Ли Хан Бин (KOR)        | 1:26,502 | Q          |
| 2     | 226   | Юрий Конфортола (ITA)   | 1:26,956 | Q          |
| 3     | 224   | Шандор Лю Шаолинь (HUN) | 1:35,935 | ADV        |
| 4     | 215   | Тибо Фоконне (FRA)      | 2:00,795 |            |

### Четвертьфинал

#### Забег 1
| Место | Номер | Спортсмен                 | Время    | Примечание |
| ----- | ----- | ------------------------- | -------- | ---------- |
| 1     | 240   | Ли Хан Бин (KOR)          | 1:24,444 | Q          |
| 2     | 209   | Хань Тяньюй (CHN)         | 1:24,490 | Q          |
| 3     | 259   | Кристофер Кревелинг (USA) | 1:24,691 |            |
| 4     | 224   | Шандор Лю Шаолинь (HUN)   | 1:24,691 |            |
| 5     | 203   | Шарль Курнуайе (CAN)      | 1:25,204 |            |

#### Забег 2
| Место | Номер | Спортсмен                | Время    | Примечание |
| ----- | ----- | ------------------------ | -------- | ---------- |
| 1     | 212   | У Дацзин (CHN)           | 1:24,753 | Q          |
| 2     | 252   | Владимир Григорьев (RUS) | 1:24,868 | Q          |
| 3     | 216   | Себастьен Лепап (FRA)    | 1:25,368 |            |
| 4     | 226   | Юрий Конфортола (ITA)    | 1:25,428 |            |
| 5     | 223   | Виктор Кнох (HUN)        | 1:25,673 |            |

#### Забег 3
| Место | Номер | Спортсмен              | Время    | Примечание |
| ----- | ----- | ---------------------- | -------- | ---------- |
| 1     | 250   | Виктор Ан (RUS)        | 1:25,666 | Q          |
| 2     | 248   | Шинки Кнегт (NED)      | 1:25,695 | Q          |
| 3     | 256   | Эдуардо Альварес (USA) | 1:39,092 |            |
| 4     | 205   | Шарль Амлен (CAN)      | 1:40,408 |            |

#### Забег 4
| Место | Номер | Спортсмен              | Время    | Примечание |
| ----- | ----- | ---------------------- | -------- | ---------- |
| 1     | 243   | Син Да Ун (KOR)        | 1:24,215 | Q          |
| 2     | 251   | Семён Елистратов (RUS) | 1:24,239 | Q          |
| 3     | 207   | Оливье Жан (CAN)       | 1:24,935 |            |
| —     | 258   | Джон Чельски (USA)     | —        | DNF        |

### Полуфинал

#### Забег 1
| Место | Номер | Спортсмен                | Время    | Примечание |
| ----- | ----- | ------------------------ | -------- | ---------- |
| 1     | 252   | Владимир Григорьев (RUS) | 1:25,346 | QA         |
| 2     | 243   | Син Да Ун (KOR)          | 1:25,564 | QA         |
| 3     | 248   | Шинки Кнегт (NED)        | 1:27,258 | ADV        |
| —     | 240   | Ли Хан Бин (KOR)         | —        | PEN        |

#### Забег 2
| Место | Номер | Спортсмен              | Время    | Примечание |
| ----- | ----- | ---------------------- | -------- | ---------- |
| 1     | 250   | Виктор Ан (RUS)        | 1:24,102 | QA         |
| 2     | 212   | У Дацзин (CHN)         | 1:24,239 | QA         |
| 3     | 251   | Семён Елистратов (RUS) | 1:24,275 | QB         |
| 4     | 209   | Хань Тяньюй (CHN)      | 1:24,611 | QB         |

### Финал

#### Финал B
| Место | Номер | Спортсмен              | Время    | Примечание |
| ----- | ----- | ---------------------- | -------- | ---------- |
| 1     | 209   | Хань Тяньюй (CHN)      | 1:29,334 |            |
| 2     | 251   | Семён Елистратов (RUS) | 1:29,429 |            |

#### Финал A
| Место | Номер | Спортсмен                | Время    | Примечание |
| ----- | ----- | ------------------------ | -------- | ---------- |
| 1     | 250   | Виктор Ан (RUS)          | 1:25,325 |            |
| 2     | 252   | Владимир Григорьев (RUS) | 1:25,399 |            |
| 3     | 248   | Шинки Кнегт (NED)        | 1:25,611 |            |
| 4     | 212   | У Дацзин (CHN)           | 1:25,772 |            |
| —     | 243   | Син Да Ун (KOR)          | —        | PEN        |